# Звенигора
«Звени́гора» (другое название «Заколдо́ванное ме́сто») — советский немой художественный фильм, снятый режиссёром Александром Довженко в 1927 году на Одесской кинофабрике ВУФКУ. Первая часть так называемой «украинской трилогии Довженко» («Звенигора», «Арсенал», «Земля»), объединённой образом Тимоша в исполнении актёра Семёна Свашенко.
Премьера фильма состоялась в Киеве 13 апреля 1928 года. В Москве фильм вышел на экраны 8 мая.

## Сюжет

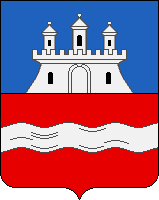
Кадр из фильма

По преданиям, в украинских степях в недрах Звенигоры спрятан старинный скифский клад, мечту найти который лелеет Дед. Но каждый раз, когда, казалось бы, клад уже у него в руках, золотые кубки превращаются в черепки, а драгоценные камни в стекло.
Фильм состоит из 12 эпизодов, в каждом из которых рассказывается один из ключевых моментов украинской истории, начиная со времён варягов до Гражданской войны и Октябрьской революции. Все эпизоды представлены в виде сюрреалистического сна и объединены фигурой символического Деда.
Дед рассказывает о кладе своим двум внукам, и внуки тоже начинают поиски своего «клада», своей мечты о счастье. Младший Тимош присоединяется к красноармейцам, а старший Павло — к войскам Петлюры, а затем эмигрирует в Прагу. Вернувшись на родину с диверсионным заданием, Павло подговаривает Деда подложить динамит под рельсы, по которым должен проехать поезд с большевиками. Но в последний момент Дед останавливает машиниста, предотвращая взрыв, и пассажиры помогают ему сесть на поезд.

## В ролях
- Николай Надемский — Дед; генерал

Кадр из фильма

- Семён Свашенко — Тимош, красноармеец
- Александр (Лесь) Подорожный — Павел, брат Тимоша, петлюровец
- Полина Скляр-Отава — Оксана / Роксана
- Георгий Астафьев — вождь скифов
- И. Селюк — атаман гайдамаков
- Леонид Барбэ — монах-католик
- Мария Паршина — жена Тимоша
- А. Симонов — толстый офицер на коне
- Ю. Михалёв — адъютант
- Николай Чаров — друг Павла
- Владимир Уральский — крестьянин / немецкий солдат

## Съёмочная группа
- Автор сценария: Михаил (Майк) Йогансен, Юрий (Юрко) Тютюнник
- Режиссёр: Александр Довженко, Юлия Солнцева (режиссёр восстановления, 1973 год)
- Ассистент режиссёра: Лазарь Бодик
- Оператор: Борис Завелев
- Художник-постановщик: Василий Кричевский

## Технические данные
- Производство: ВУФКУ, Одесская кинофабрика[2], СССР
- Художественный фильм, чёрно-белый, немой.
- Восстановлен на студии «Мосфильм» в 1973 г.
- Автор музыки к восстановленному фильму Вячеслав Овчинников.

## История создания
Довженко практически полностью переработал первоначальный сценарий, удалив из него большую часть мистической составляющей и сосредоточившись на конфликте между двумя братьями. «Фильм с тремя-четырьмя актёрами, фильм, где события развиваются в одной комнате и почти в один день, — чуть ли не последний крик моды… Что же мне скажет зритель, увидев, как я пропущу перед его глазами на двух тысячах метров плёнки целое тысячелетие? Да ещё и без интриги, без любви…», — говорил о фильме режиссёр. «Звенигора» остался в истории кино единственным фильмом Довженко, снятым не по собственному сценарию. Сам же автор сценария Йогансен, вначале активно работавший с Довженко над переработкой сюжета, в конце концов демонстративно потребовал убрать своё имя из титров.
Съёмки начались в 1927 году, выход фильма должен был быть приурочен к 10-летию Советской власти. По воспоминаниям Довженко, он снял фильм «на одном дыхании» за 100 дней. Во время съёмок режиссёр открыл для себя село Яреськи, расположенное на реке Псёл, где впоследствии работал над несколькими фильмами, в том числе над «Землёй».
Фильм сделал молодого режиссёра знаменитым и произвёл большое впечатление на Сергея Эйзенштейна и Всеволода Пудовкина, однако новаторские приёмы в работе режиссёра заставили представителя ВУФКУ в Москве сказать о «Звенигоре»: «Никто ничего понять не может».
Известны высказывания Сергея Эйзенштейна о Довженко после просмотра «Звенигоры»: «Сегодня на мгновение можно было притушить фонарь Диогена: перед нами стоял человек…», «Мастер своего лица. Мастер своего жанра. Мастер своей индивидуальности… человек, создавший новое в кино».
Вскоре после выхода на экраны фильм был по неизвестной причине снят с показа.
В 1973 году фильм был восстановлен на студии «Мосфильм» при содействии вдовы Довженко Юлии Солнцевой.